# Justyna Kaczkowska
Justyna Kaczkowska, née le 7 octobre 1997 à Jaworze est une coureuse cycliste polonaise, spécialiste de la piste.

## Palmarès sur piste

### Championnats du monde
| Édition / Épreuve     | Poursuite individuelle | Scratch | Poursuite par équipes |
| Astana 2015 (juniors) | Or                     | Argent  |                       |
| Hong Kong 2017        | 10e                    | 19e     | 8e                    |
| Apeldoorn 2018        | 5e                     | 13e     | 8e                    |
| Pruszków 2019         | 9e                     | Abandon | 13e                   |

### Coupe du monde
- 2017-2018
  - Classement général de la poursuite
  - 1re de la poursuite à Pruszków
  - 2e du scratch à Pruszków

### Championnats d'Europe
| Édition / Épreuve              | Poursuite individuelle | Poursuite par équipes |
| Anadia 2014 (juniors)          | Argent                 |                       |
| Athènes 2015 (juniors)         | Or                     | Argent                |
| Montichiari 2016 (espoirs)     | Or                     | Bronze                |
| Saint-Quentin-en-Yvelines 2016 | Argent                 | Argent                |
| Anadia 2017 (espoirs)          | Or                     | Argent                |
| Berlin 2017                    | Argent                 | Bronze                |
| Glasgow 2018                   | Bronze                 |                       |

### Jeux européens
| Édition / Épreuve | Poursuite par équipes |
| Minsk 2019        | Bronze                |

### Championnats nationaux
- Championne de Pologne de poursuite : 2017, 2018 et 2019
- Championne de Pologne de course à l'américaine : 2019 (avec Lucja Pietrzak)

## Palmarès sur route
- 2019
  -  Médaillée d'argent de la course en ligne par équipes des Jeux mondiaux militaires